# تور آریان

تور آریان (به انگلیسی: Tour Ariane) نام یک برج زیبا در شرق پاریس پایتخت فرانسه است. کار ساخت این برج اداری در سال ۱۹۷۳ آغاز شد و در سال ۱۹۷۵ کامل شد. ارتفاع این برج ۳۶ طبقه‌ای ۱۵۲ متر است.